# Sirolainstitutet
Sirolainstitutet (finska: Sirola-opisto) var en folkdemokratisk folkakademi för samhälleliga studier vid Tavastehus, uppkallat efter Yrjö Sirola. 
Sirolainstitutet grundades 1946 och var inrymt i den slottsliknande huvudbyggnaden på herrgården Vanögård vid Tavastehus från 1947 till 1994, då det nedlades. Herrgården var vid krigsslutet 1944 var i tysk ägo och tillföll därigenom enligt vapenstilleståndsavtalet Sovjetunionen. Sirolainstitutet, som utbildade bland annat partiarbetare, upprätthölls av stiftelsen Yrjö Sirolan säätiö (grundad 1945); denna blev 1955 genom köp ägare till gården, som senare styckades.